# ウィキペディアにおけるイデオロギー的バイアス
ウィキペディアにおけるイデオロギー的バイアス（ウィキペディアにおけるイデオロギーてきバイアス）が、特に英語版において、実際に存在する、あるいは認識されていることは、学術的な分析やプロジェクトに対する一般の批判の対象となってきた。政治的、宗教的、あるいはその他のイデオロギーによって、その内容が偏っているのではないかという疑問もある。これらはすべて、百科事典の信頼性に影響を及ぼしかねないという懸念を呼び起こすものである。
ウィキペディアには、記事は中立的な立場から書かれなければならないという内部方針がある。これは、あるトピックについて信頼できる情報源から検証可能な形で発表された、重要な見解のすべてを、編集上の偏りなく、公平に、割合よく、可能な限り表現することを意味する。これらの知見を総合すると、対立するイデオロギー的見解を持つ多数の編集者によって編集されたウィキペディアの記事は、少なくとも他の同様の情報源と同程度には中立的であるが、より少ない、あるいはよりイデオロギー的に均質な投稿者による編集量の少ない記事は、編集上のバイアスを反映する可能性が高いことが示された。

## 研究の状況

### 政治関連の記事
研究によると、ウィキペディアは体系的な偏見を含む編集者の偏見によって中立性が侵害される傾向にある。異なる10の言語版ウィキペディアについて実施された包括的な調査では、編集者間の論争は主に、政治家、政党、政治運動、イデオロギーを含む政治のテーマで発生していることが明らかになった。これらの政治的話題は、調査したすべての言語バージョンで観察された論争の約25%を占めた。
ハーバード・ビジネス・スクールのシェーン・グリーンスタインとFeng Zhuによる2012年の研究では、2011年1月の時点で米国政治に関連する28,382本の記事サンプルを調査し、マシュー・ジェンツコウとジェシー・シャピロが新聞メディアの偏りを測定するために開発した方法に基づく「傾斜指数」で記事の偏りの度合いを測定した。この傾斜指数は、「イラク戦争」、「公民権」、「貿易赤字」、「経済成長」、「不法移民」、「国境警備」など、本文中の重要なフレーズに基づいて、民主党または共和党へのイデオロギー的傾斜を測定するものである。各フレーズには、米国議会の民主党または共和党議員が使用する頻度に基づいて傾斜インデックスが割り当てられる。この無駄のない評価は、同じキーフレーズを含むウィキペディアの投稿に割り当てられる。著者らは、ウィキペディアの初期の古い記事は民主党寄りだが、最近作成された記事はよりバランスが取れていると結論付けた。彼らは、改訂によって記事のバイアスが大きく変わったのではなく、むしろ対照的な視点を持つ新しい記事が時間の経過とともにエントリー間の平均的な視点のバランスを再調整する役割を果たしたと示唆している:4–5。
その後の研究では、同じ研究者が、2010年の研究と同様の方法で、米国の政治に関連するウィキペディアの記事約4000件（オンラインコミュニティによって書かれた）と、ブリタニカ百科事典の対応する記事（専門家によって書かれた）を比較し、「傾き」（民主党対共和党）を測定し、偏りの程度を定量化した。著者らは、「ウィキペディアの記事はブリタニカの記事よりも民主党の見解に傾いており、より偏向している」こと、特に公民権、企業、政府に焦点を当てた記事を発見した。移民に関する項目は共和党寄りであった。さらに、「2つの記事の偏向の差は、改訂が進むにつれて小さくなる」こと、「記事が大幅に改訂された場合、ブリタニカとの偏向の差は統計的に無視できるほど小さくなる」こともわかった。著者らは、この結果は「かなりの偏見を減らし、中立に近いものに偏らせるためには多くの貢献が必要である」ということを意味していると考えている。
2022年の研究では、英語版のウィキペディアの項目に含まれるジャーナリズムやその他のメディアソースからの引用を調査した。目的は、リベラルな情報源と保守的な情報源のどちらが多いかを評価することだった。この調査では、リベラルなジャーナリズム情報源が中程度ではあるが体系的に蔓延していることが判明した。さらに、この分析では、ニュースソースの政治的傾向とその信頼性の間に明確な相関関係がないことが明らかになり、リベラルなニュースソースが適度に普及しているのは、ソースの信頼性の追求だけが原因ではない可能性があることが示された。
2023年の研究では、コミュニティが管理する複数のウィキで物議を醸しているトピックに関する記事を比較した。この研究は、寄稿者の群衆を選択することによって、共同ウィキプロジェクトのポリシーの方向性がコンテンツに偏りをもたらすかどうかをテストすることを目的としていた。この調査結果は、RationalWikiやコンサーヴァペディアなどの明らかなイデオロギー的偏見を伴うウィキのコンテンツは、中立性を主張するウィキ（ウィキペディアなど) や百科事典 (ブリタニカ百科事典など) のコンテンツよりもバランスが取れていないことを示した。ウィキペディアのコンテンツは、ブリタニカのコンテンツに匹敵する相対的な傾斜を持っていたが、RationalWikiとコンサーヴァペディアはどちらも「道徳的なコンテンツがより満載」であった。
2015年に発表された研究では、ウィキペディアの英語版に焦点を当て、米国上院議員の伝記から肯定的情報または否定的情報の削除を調査した。研究者らは、信頼できる参考文献に基づいた肯定的な内容と否定的な内容を米国上院議員の伝記項目に導入した。その結果、ネガティブなコンテンツはポジティブなコンテンツに比べて削除される可能性が高く、削除される速度が速いことが明らかになった。研究者らは、現在の米国上院議員に関連するウィキペディアの項目には重大な編集バイアスが存在すると結論付けた。しかし、最近引退した上院議員や死亡した上院議員のウィキペディアのページに対して同様のテストを行ったところ、肯定的な内容と否定的な内容の削除に関して同様の差異は観察されなかった。これは、特定されたバイアスが現役の政治家のページに特有のものであり、ウィキペディア内の体系的な問題を示しているわけではないことを示唆している。著者らは、ウィキペディアのような共同プロジェクトを通じて生成された情報は、政治的に活動的な個人に有利な編集バイアスの影響を受けやすい可能性があると結論付けた。

### ユーザーの共同
2013年に実施された調査は、米国の民主党または共和党の支持を公然と宣言したユーザーに焦点を当てた。調査によると、これらのユーザーは、自身の政治的方向性と一致する声に、より頻繁に投稿する傾向があることが分かった。しかし、彼らは政敵との協力を避ける傾向がなかった一方で、同盟国とのみの協力を好むこともなかったため、二極化した編集行動は示さなかった。著者らは、ウィキペディアンであるという共通のアイデンティティが、政治的所属など個人のアイデンティティの分裂を引き起こす可能性のある側面よりも重要である可能性があると提案した。この発見は、ウィキペディアを、同様の政治指向を共有するユーザーと主に交流することによってユーザーが強い二極化を示すことが多いTwitterやブログなどの他のソーシャルプラットフォームと区別する。対照的に、ウィキペディアは、フォーラムや同様のプラットフォームと同様に、ユーザーが政治的志向を超えて高度な交流を示すプラットフォームとして特徴付けることができる。
英語版ウィキペディアに焦点を当てた2016年の研究論文では、研究者らは米国の政治に関連する記事に投稿するユーザーの行動を調査した。2012年の前回の記事で紹介された用語を基に、シェーン・グリーンスタイン、Feng Zhu、Yuan Guは、編集者が自分とは反対の傾向の記事に寄稿する可能性がわずかに高いことを発見した。つまり、ウィキペディア上の討論は、同質的な見解を持つ編集者だけが参加する討論（分離）とは対照的に、異なる見解を持つ編集者が参加する傾向がある（著者らはこれを分離していないと呼ぶ）ということである。また、編集者のバイアスの程度は、時間と経験の経過とともに減少し、非常に傾斜した内容に関与した編集者ほど早く減少することも分かった。最も減少が大きいのは、より偏りのある記事を編集したり、内容を追加したりする投稿者である。彼らはまた、共和党の記事が中立的な視点に達するには、民主党の記事よりも平均して約1年長くかかると推定している。
2019年に発表された、英語版の米国ユーザーを対象に実施された調査でも、同様の結果が得られた。この調査では、政治的トピックに投稿しているユーザー間に重大な政治的指向の偏りがあることが浮き彫りになり、エントリに多くの編集が加えられるほど、投稿したユーザーの平均的な政治的指向のバランスが良くなる傾向が判明した。この調査では、寄稿者間の政治的指向の多様性が高まるにつれて、ウィキペディアコミュニティによって認識される記事の品質が向上することも示された。政治的に二極化した個人で構成されるユーザーグループは、一般に、政治的に高度に連携したユーザーや穏健派で構成されるグループと比較して、平均してより良い記事を作成する。驚くべきことに、二極化のプラスの効果は、政治関連の記事だけでなく、社会問題や科学に関する記事でも観察された。政治的に二極化したグループは頻繁に意見の相違を起こし、集中的な議論を刺激し、より質の高い、より堅牢で包括的な編集をもたらす。ただし、これらの発見には制限がある。 参加した寄稿者は自己選択バイアスに悩まされる可能性があり、それが結果に影響を与える可能性がある。
ウィキペディア内の編集合戦に焦点を当てた2012年の研究では、物議を醸す記事であっても、妥当な期間内に合意に達することが多いことが示唆された。こうした編集戦争を長引かせる傾向にある紛争は、主に新規ユーザーの流入によって引き起こされる。全体的な生産性が低いにもかかわらず、ほとんどの編集合戦は頻繁に競合に巻き込まれる少数のユーザーによって実行されていることが観察された。こうした議論では、議論の優劣に基づくのではなく、外部からの介入、疲弊、または一方のグループが他方のグループに対する明らかな数的優位性によって解決に達することがよくある。
Holtzらは、実験的な研究結果から、生産的摩擦（productive friction）という概念を用いて、ウィキペディアにおける知識生産の理論モデルを提案した。このモデルは、知識を生み出す集団的プロセスには、グループ内の一定レベルの解釈上の対立が必要であると仮定している。このモデルは、心理学で個人の学習を解明するために使われる社会認知的葛藤モデルに類似している。この仮説によれば、グループ内の緊張や摩擦が低すぎる場合、目前の問題に対処するには既存の知識で十分であるとみなされるため、知識構築の可能性が制限される。逆に、投稿者のコミュニティ内の摩擦が過度に大きくなると、それぞれのアイデアが却下されたり、グループの分裂につながることさえある。これは、個人が圧倒的な新しさに直面したときに、適応して学習するのに苦労するのと似ている。
別の研究では、フランス語版ウィキペディアの編集者の大多数が独裁者ゲーム（dictator game）に平等に参加する傾向があることが判明した。この傾向は、ウィキペディアへの関与（滞在時間と愛着度で測定）と相関していた。

## ウィキペディアのイデオロギー的バイアスに関するメディアの主張
2016年、ブルームバーグ・ニュースは、「百科事典が外部の情報源、主に新聞に依存しているということは、その多様性は他のメディアと同じくらいしかない、つまり多様性がそれほど高くないことを意味している」と述べた。2018年にイスラエルの新聞ハアレツは、「ウィキペディアはリベラルすぎると保守的すぎると非難されることに成功しており、あらゆる分野から批判者がいる」としながらも、ウィキペディアは「通常、リベラルすぎると非難される」とも指摘した。
CNNは2022年、ウィキペディアのイデオロギー的偏りは「ニュースエコシステムのイデオロギー的偏りに一致する可能性がある」と示唆した。ボストン・グローブ紙は「ウィキペディア編集者の記事への関心はその価値観や意見から生まれ、彼らの貢献は現実の一般的な解釈を通じてフィルターにかけられる。 勅令の有無にかかわらず、中立的な視点は不可能である。ウィキペディアの編集者でさえ、それを超えることはできない」と言及した。アメリカのオンラインマガジンであるSlateは2022年の記事で、「右派のコメンテーターたちは、（ウィキペディアが）左翼に偏っていると言われることに何年も不満を抱いてきたが、実行可能な代替百科事典の選択肢を提供することはできなかった： ウィキペディアの保守版であるコンサーバペディアは、最小限の読者数で長い間低迷している」としながらも、保守派は他のメディアほど「一般的にウィキペディアを広範囲に攻撃していない」とも述べている。また2022年にカナダのヴァイス・ニュースは、「ウィキペディアの編集者の多くは国際的であり、平均的な国は次のような問題に関して民主党より左寄りの見解を持っているため、研究者らはウィキペディアが米国政治の問題（ヘルスケア、気候変動、企業権力、資本主義など）に関してわずかに民主党寄りの偏見を持っていることを発見した」と報じた。

### リベラルと左翼のバイアス

#### ラリー・サンガー
ウィキペディアの共同創設者であるラリー・サンガーは、2002年に唯一の編集社員として解雇され、プロジェクトから離れて以来、ウィキペディアに批判的だった。彼はその後、CitizendiumやEveripediaなど、ウィキペディアの競合他社を設立して働いた。サンガーは、他の批判の中でもとりわけ、ウィキペディアの記事が左翼的かつリベラル、つまり「体制側の視点」を提示しているという見解を声高に主張してきた。サンガーは、左翼的でリベラルな偏見とみなすものの例を数多く挙げている。たとえば、ウィキペディアでは麻薬自由化と呼ばれる麻薬合法化は、麻薬合法化政策の潜在的な危険性についてほとんど情報を持っていないことや、ジョー・バイデンに関する記事は、共和党が彼に対して抱いている懸念やウクライナ疑惑を十分に反映していないと指摘している。こうした偏見があるため、サンガー氏はウィキペディアは信頼できないと考えている。彼はまた、ウィキペディアが中立的な視点を放棄していると非難している。

#### コンサーヴァペディア
アメリカ合衆国のキリスト教保守活動家アンドリュー・シュラフリー（Andrew Schlafly）は、ウィキペディアでの「リベラルな偏見」についての彼の見解に基づいて、2006年にコンサーヴァペディアというオンライン百科事典を設立した。コンサーヴァペディアの編集者は、ウィキペディアが「反米」「反キリスト教」「反資本主義」であるとする主張など、ウィキペディア上でリベラルな偏見の疑いがある例のリストをまとめた。

#### Infogalactic
アメリカの極右活動家ヴォックス・デイは、彼が「ウィキペディアを管理する左翼思想警察」と見なすものに対抗するために、2017年にオンライン百科事典Infogalogicalを設立した。

### ウィキペディアからの回答
2006年、ウィキペディアの共同創設者ジミー・ウェールズは、「ウィキペディアのコミュニティは、リベラル派から保守派、リバタリアン、そしてそれを超えた人々まで、非常に多様である。平均値が重要であり、ウィキソフトウェアの性質 (投票がない) により、平均値はほぼ確実に重要ではない場合、ウィキペディアコミュニティは平均して米国の人口よりもわずかにリベラルであると私は思う。なぜなら、ウィキペディアコミュニティはグローバルで国際的なコミュニティだからである。 英語を話す人の割合は、米国の人口よりわずかにリベラルである。 それを裏付けるデータや調査はない。」と述べた。2007年、ウェールズはウィキペディアにおけるリベラルな偏見の主張は「事実によって裏付けられていない」と述べた。
2014年のゲーマーゲート論争の際、ウィキペディアには「ゲーマーゲートに関する中立性の試みがまったくない」と主張するコンピュータサイエンスの学生からのメールに対して、ウェールズは、「ゲーマーゲートが本当にジャーナリズムの倫理に関するものであるという考え方を信じるのは、私にはとても難しい。私が個人的に経験したことでは、プロゲーマーが侮辱、脅迫、Doxingなどをしており、この運動は、あなたが望むようなものではない一握りの人々によって永久に汚され、乗っ取られている。」とコメントした。ウェールズは、ゲーマーゲート支持者からの反発に対し、「私が何を信じているかという問題ではない。ゲーマーゲートはハラスメントで有名だ。なぜなのか、立ち止まって考えてみてください。」と自身の発言を擁護した
2021年、ウィキペディアは、ラリー・サンガー氏による特定の政治的バイアスがかかっているとの告発を否定し、同百科事典の広報担当者は、第三者機関による調査の結果、ウィキペディアの編集者はさまざまなイデオロギー的観点から構成されており、「より多くの人々がウィキペディアの編集プロセスに参加すればするほど、記事はより中立的になる傾向がある」と述べた。
2023年のレックス・フリードマンとのインタビューの中で、ウィキペディアには左寄りのバイアスがかかっているのではないかという質問に対し、ウェールズは次のように答えている。
そうだな。ウィキペディアでは、特定のエントリーを指して特定のバイアスについて語ることはいつでもできると思う。ウィキペディアのプロセスの一部である。しかし、私はTwitterでかなり頻繁に、かなり極端なバイアスの非難を目にする。しかし、Twitter上では、バイアスがかかっているという極端な非難をよく見かける。私はそうは思わない。人に例を求めると、普通は苦労するし、相手や内容にもよる。だから、かなりフリンジ的な視点を持っていて、500年後の歴史の奔流を知り尽くしている人が、画期的な天才とみなされるかもしれないのは確かだ。しかし、現時点では、かなりフリンジな見解だ。そして彼らは、ウィキペディアが自分たちのフリンジ的見解を主流であると報じないことに不満を抱いているだけなのだ。ところで、これはあらゆる分野に当てはまることだ。

## 論争

### クロアチア語版ウィキペディア
2013年、クロアチアの日刊紙ジュタルニ・リストは、クロアチア語版ウィキペディアの管理者と編集者が、ウスタシャ政権、反ファシズム、セルビア人、LGBTコミュニティ、同性婚などのトピックに右翼のバイアスを投影していると報告した。批評家の多くはウェブサイトの元編集者で、懸念を表明したために追放されたと述べた。クロアチア語版ウィキペディアの規模が小さいことが主な要因として挙げられている（2013年9月時点で、アクティブな編集者は466名で、そのうち27名が管理者だった）。この話が報道されてから2日後、クロアチアのジェリコ・ヨバノビッチ科学・教育・スポーツ大臣は学生たちにウェブサイトを使用しないよう勧告した。2018年、ザグレブ大学の歴史家はバルカン調査報告ネットワーク（BIRN）に対し、クロアチア語のウィキペディアには「多くの欠点、事実上の間違い、イデオロギーが入り込んだ言語」があり、学生は母国語のクロアチア語ではなく英語のウィキペディアを参照することが多いと語った。中でも特に、クロアチアの歴史に関するトピックを調べる際には、英語版ウィキペディアがより多く使われているとされた。
2021年3月に、事件全体に責任があると考えられる編集者のグループから管理アクセスを削除するために多くの変更が加えられ、その一部はクロアチアのメディアに名前も掲載された。そのうちの1人は、クロアチア語のウィキペディアで「信頼できる」情報源として広く利用されている、既知の極右ウェブポータルの編集者であることが暴露された。
2021年6月、ウィキメディアはクロアチア版ウィキペディア偽情報評価を発表した。同報告書は、「クロアチア語版ウィキペディア（Hr.WP）管理者のグループが、少なくとも2011年から2020年までプロジェクトに対して不当な事実上の管理を行っており、その間、このグループはクロアチア語のウィキペディアの記事で示されている内容を、クロアチアの急進右派と広義に定義できる政治組織やグループの言説と一致する形で意図的に歪曲した。」と結論づけた。この報告書によれば、管理者たちは反体制派を追放するために権力を乱用し、規則を選択的に施行したり破ったりした結果、プロジェクトを掌握したという。

### 英語版ウィキペディア
2023年2月、ヤン・グラボウスキーとShira KleinはJournal of Holocaust Researchに研究記事を発表し、英語版ウィキペディアの編集者の多くが「ウィキペディア上で歴史の歪んだバージョンを助長する」キャンペーンに参加したとして非難し、彼らの行為は「ホロコーストにおけるポーランド社会の役割をごまかし、ユダヤ人に対する固定観念を強化した。」と主張した。その後、英語版ウィキペディアの仲裁委員会は、影響を受けた記事における編集者の行動を調査し、評価するための訴訟を起こした。最終的に委員会は、2人の編集者が主題分野に寄稿することを禁止する決定を下したが、Kleinは提案された救済策は「深みと結果に欠けている」と批判した。

### 日本語版ウィキペディア
多くの学者が、南京虐殺、731部隊、慰安婦などの記事を含む、第二次世界大戦のさまざまな出来事について記述したウィキペディア日本語版の記事を批判してきた。

### スペイン語版ウィキペディア
2022年、スペインの保守的な文化人や政治家数人が「スペイン語版ウィキペディアには中立性が欠如しており、明らかな政治的偏向がある」と主張するマニフェストを発表し、スペイン語ウィキペディアは「匿名の陰に隠れて編集している人々によって編集されている」と主張した。編集者のアカウントでは、誤ったデータや虚偽のデータを含めたり、物議を醸す、歪曲された、陰湿な、または不正確な情報に言及する、明らかな政治的およびイデオロギー的な偏見を持つメディアからのニュースを選択するなどして、政治活動を実行する機会を利用してください。」 このマニフェストには、フアン・カルロス・ヒラウタ、アルバロ・バルガス・リョサ、カエタナ・アルバレス・デ・トレド、ホアキン・レギーナ、アルベール・リベラ、ダニエル・ラカジェ、トニ・カントをはじめとする右翼の著名人が署名した。
スペイン語のウィキペディアは、クリスティーナ・フェルナンデス・デ・キルチネルについてごまかした報道を行っているとして批判されている。
Infobaeのクラウディア・ペイロ氏は2022年7月の記事で、スペイン語版ウィキペディアのキューバに関する項目で、この国を「自由、直接、秘密投票」を備えた「政党のない民主主義」と表現していると批判した。

### カメラキャンペーン
2008年4月、The Electronic Intifadaは、アメリカ中東報道正確性委員会 (CAMERA) のメンバーが交換した電子メールを含む記事を掲載した。このグループの目的は「ウィキペディア上のイスラエル関連項目が反イスラエル編集者によって汚染されないようにすること」だと述べられている。CAMERAキャンペーンに参加した5人のウィキペディア編集者はウィキペディア管理者から制裁を受けたが、ウィキペディア管理者は、このプロジェクトのオープンな性質は「イデオロギー的に志を同じくする個人による密かに編集を調整するための非公開グループの創設とは根本的に相いれない」と書いた。